# トウショウ牧場
トウショウ産業株式会社（トウショウさんぎょう）、トウショウ牧場（トウショウぼくじょう）とは、日本の北海道日高郡新ひだか町に1960年代から2015年まで存在した競走馬生産牧場。旧称・藤正牧場（とうしょうぼくじょう）。
名義上はトウショウ産業株式会社のグループに属し、生産馬を同社や経営者一族の馬主名義で走らせるオーナーブリーダー。所有馬には「トウショウ」の冠名を用い、牡馬は接頭部に、牝馬は接尾部に同名が付けられる。八大競走2勝を挙げ、種牡馬としても数々の活躍馬を輩出したトウショウボーイ（JRA顕彰馬）、その仔である桜花賞優勝馬シスタートウショウ、GI競走3勝のスイープトウショウなど数々の活躍馬を生産し、名門牧場のひとつに数えられた。

## 歴史
創業者はフジタ工業（創業当時の藤田組、現・フジタ）副社長で、馬主として競走馬も所有していた藤田正明（後に国会議員・参議院議長）。藤田は知人から勧められて買った競走馬・トウショウで1963年に重賞・アラブ王冠を制しており、競馬へ本格的にのめりこむことになったのはこの経験によるという。ただし、トウショウ産業やトウショウ牧場はフジタ工業の関連会社とはしていなかった。
牧場づくりに着手したのもその年からであり、初代場長を務める沼田正弘に依頼して北海道静内町東別に土地を見出し、原野を切り開き牧場の形として整ったのが1965年秋のことであった。後に牧場を継ぐ三男・衛成は「どこをもって開場とするかよく分からないが、1963年から1965年ぐらいの開場」としており、日本中央競馬会の広報誌『優駿』ではプロフィールで「1968年創業」としている。当初の牧場名は藤田の姓名より一字ずつとった「藤正牧場」であったが、牧場設立のきっかけとなったトウショウの名はそれに加えて「闘将」にも掛けられている。
1965年12月、沼田は繁殖牝馬を求めてアメリカに渡り、1万5000ドルで1頭の牝馬を購買する。これが牧場躍進の原動力となったソシアルバターフライである。輸入時に受胎していた牡馬（トウショウコルト）は期待されながらもデビュー前の事故で死亡してしまったが、第2仔トウショウピットは中山記念などを制し牧場に初の重賞タイトルをもたらした。さらに優駿牝馬（オークス）2着の成績を残したソシアルトウショウを経て、第8仔・トウショウボーイが生まれる。中距離における卓越したスピードから「天馬」と渾名された同馬は、皐月賞、有馬記念など重賞6勝を含む10勝を挙げ、ライバルのテンポイント、グリーングラスと共に「TTG」と並び称され一時代を築いた。ソシアルバターフライはトウショウボーイの競走生活晩年である1977年秋に死亡したが、その後もソシアルトウショウが4頭の重賞勝利馬を輩出し、ソシアルバターフライを起点とする血統は「戦後屈指の名牝系」（吉沢譲治）との評価を得た。
1980年代半ばに、牧場経営は三男・衛成に引き継がれた。トウショウボーイは種牡馬としても大いに活躍しながら、本場繋養の非ソシアルバターフライ系牝馬とは相性が悪く、牧場は長らくその恩恵を受けることがなかった。しかし1991年にはその晩年の産駒・シスタートウショウが桜花賞を制し、トウショウボーイ以来となるクラシック競走制覇を達した。なお、同馬の母の父・ダンディルートはソシアルバターフライに見合う種牡馬として正明が導入していたものだった。
しかし、シスタートウショウ以後牧場は低迷に陥る。3代目場長・志村吉男は、「ソシアルバターフライの牝馬に固執した」ことを不振の最大要因として挙げている。衛成は血統の更新を図り、かつて正明が特定の種牡馬に偏らせていた配合を幅広いものに改め、それらを繋養牝馬の各系統に平等に振り分けていった。土壌改良、水源の見直し、育成施設の整備といった投資も行った結果、2004年にはスイープトウショウが秋華賞を制し、13年ぶりのGI制覇を果たす。同馬は非ソシアルバターフライ系であるチャイナトウショウ系の出身で、父は衛成が選定した種牡馬エンドスウィープであった。スイープトウショウは2005年にも宝塚記念、エリザベス女王杯と2つのGI競走を制し、同年のJRA賞最優秀4歳以上牝馬に選出された。
その後、牧場は生産地不況の影響を受けて徐々に規模を縮小し、2015年9月に閉鎖を発表。スイープトウショウら6頭の繋養牝馬と当年出生した21頭の当歳馬（0歳馬）はノーザンファームへ売却されることになり、翌10月末日をもってその歴史に終止符を打った。ただし、中央競馬の馬主登録（トウショウ産業株式会社名義）は2023年11月の時点で継続しており、所有馬も数頭登録されている。また、牧場施設の閉鎖後も、トウショウ牧場名義での生産は行われている。

## 重賞勝利生産馬

### 中央競馬重賞勝利馬
※括弧内は生産馬の生産年と優勝重賞競走。競走名太字は八大競走およびGI競走。
- トウショウピット（1967年産 1971年関屋記念、クモハタ記念 1972年中山記念[9]）
- トウショウボーイ（1973年産 1976年皐月賞、京都新聞杯、神戸新聞杯、有馬記念 1977年宝塚記念、高松宮杯[10]）
- ラブリトウショウ（1975年産 1977年北海道3歳ステークス 1978年シンザン記念[11]）
- ポリートウショウ（1977年産 1980年クイーンカップ[12]）
- エイティトウショウ（1978年産 1981年ラジオたんぱ賞 1982年日刊スポーツ賞金杯、中山記念 1983年中山記念[13]）
- トウショウペガサス（1979年産 1984年ダービー卿チャレンジトロフィー 1985年中山記念[14]）
- トウショウレオ（1982年産 1987年小倉大賞典、中京記念 1988年小倉大賞典、京阪杯[15]）
- トウショウサミット（1982年産 1985年NHK杯[16]）
- トウショウユース（1983年産 1988年カブトヤマ記念[17]）
- トウショウマリオ（1985年産 1988年京成杯 1989年東京新聞杯[18]）
- サマンサトウショウ（1985年産 1990年エプソムカップ[19]）
- トウショウファルコ（1986年産 1992年日刊スポーツ賞金杯、アメリカジョッキークラブカップ[20]）
- トウショウバルカン（1986年産 新潟大賞典[21]）
- ヌエボトウショウ（1987年産 1990年サファイヤステークス 1991年朝日チャレンジカップ 1992年北九州記念、愛知杯 1993年京都牝馬特別[22]）
- シスタートウショウ（1988年産 1991年桜花賞[23]）
- マザートウショウ（1990年産 1992年函館3歳ステークス、テレビ東京賞3歳牝馬ステークス 1993年クイーンカップ[24]）
- トウショウフェノマ（1992年産 1994年新潟3歳ステークス[25]）
- トウショウオリオン（1993年産 北九州記念[26]）
- トウショウアンドレ（1996年産 2000年中日新聞杯[27]）
- シーイズトウショウ（2000年産 2003年CBC賞 2004年・2005年函館スプリントステークス、2006年CBC賞、セントウルステークス[28]）
- スイープトウショウ（2001年産 2003年ファンタジーステークス 2004年チューリップ賞、秋華賞 2005年宝塚記念、エリザベス女王杯 2006年京都大賞典[29]）
- トウショウナイト（2001年産 2006年アルゼンチン共和国杯[30]）
- トウショウドラフタ（2013年産 2016年ファルコンステークス[31]）

### 地方競馬重賞勝利馬
- トウショウスター（1970年産 1974年若草賞・三条[32]）
- トウショウハイネス（1977年産 1985年二十四万石賞・高知、足摺特別・高知 1986年新春杯・高知、二十四万石賞・高知、足摺特別・高知[33]）
- ダイジルシスキー（1976年産 1979年サガ・クイーン賞・佐賀、サラ系四歳優駿・佐賀 1980年サガ・クイーン賞・佐賀[34]）
- トウショウブレイズ（1984年産 1989年新潟グランプリ・新潟、1990年金蹄賞・三条[35]）
- トウショウガナー（2004年産 2011年白銀争覇・笠松[36]）
- ロッソトウショウ（2005年産 2012年兵庫サマークイーン賞・姫路、秋桜賞・名古屋、兵庫クイーンカップ・園田[37]）
- トウショウクエスト（2005年産 2013年白銀争覇・笠松[38]）
- トウショウデザイア（2006年産 2009年北國王冠・金沢[39]）
- トウショウセレクト（2007年産 2015年金沢スプリントカップ・金沢[40]）

## 牧場の牝系
上述の通りソシアルバターフライはトウショウ牧場の躍進に大きな影響を与えた。また、シスタートウショウの祖母に当たるローズトウショウ（藤正牧場産）から連なる系統は、数々の名馬を生んだ「シラオキ系」の大きな分枝である「ワカシラオキ系」のなかで最大勢力となっており、その子孫にはシスタートウショウのほか、GI・JpnI競走で7勝を挙げ中央競馬の殿堂入りしたウオッカ（カントリー牧場生産）、菊花賞優勝馬マチカネフクキタル（信成牧場生産）らがいる。マチカネフクキタルの母・アテナトウショウは本場から放出された牝馬で、菊花賞優勝時に場長の志村吉男が信成牧場へ祝福に駆けつけると、同場の場主から「すみません、申し訳ありません」と頭を下げられ恐縮したという話が伝えられている。ソシアルバターフライ、ローズトウショウ以外では、スイープトウショウが出たチャイナトウショウ系、ヌエボトウショウが出たビバドンナ系といった系統が知られる。

## 関連人物
騎手の中島啓之は藤田正明と同郷（広島県出身）という縁と人柄を買われて重用され、その繋がりから中島の兄弟子に当たる奥平真治厩舎に数々の馬が預託された。ほか1990年代以降は角田晃一（シスタートウショウ騎乗）、池添謙一（スイープトウショウ騎乗）も数々の生産馬に騎乗した。